# Gips VI

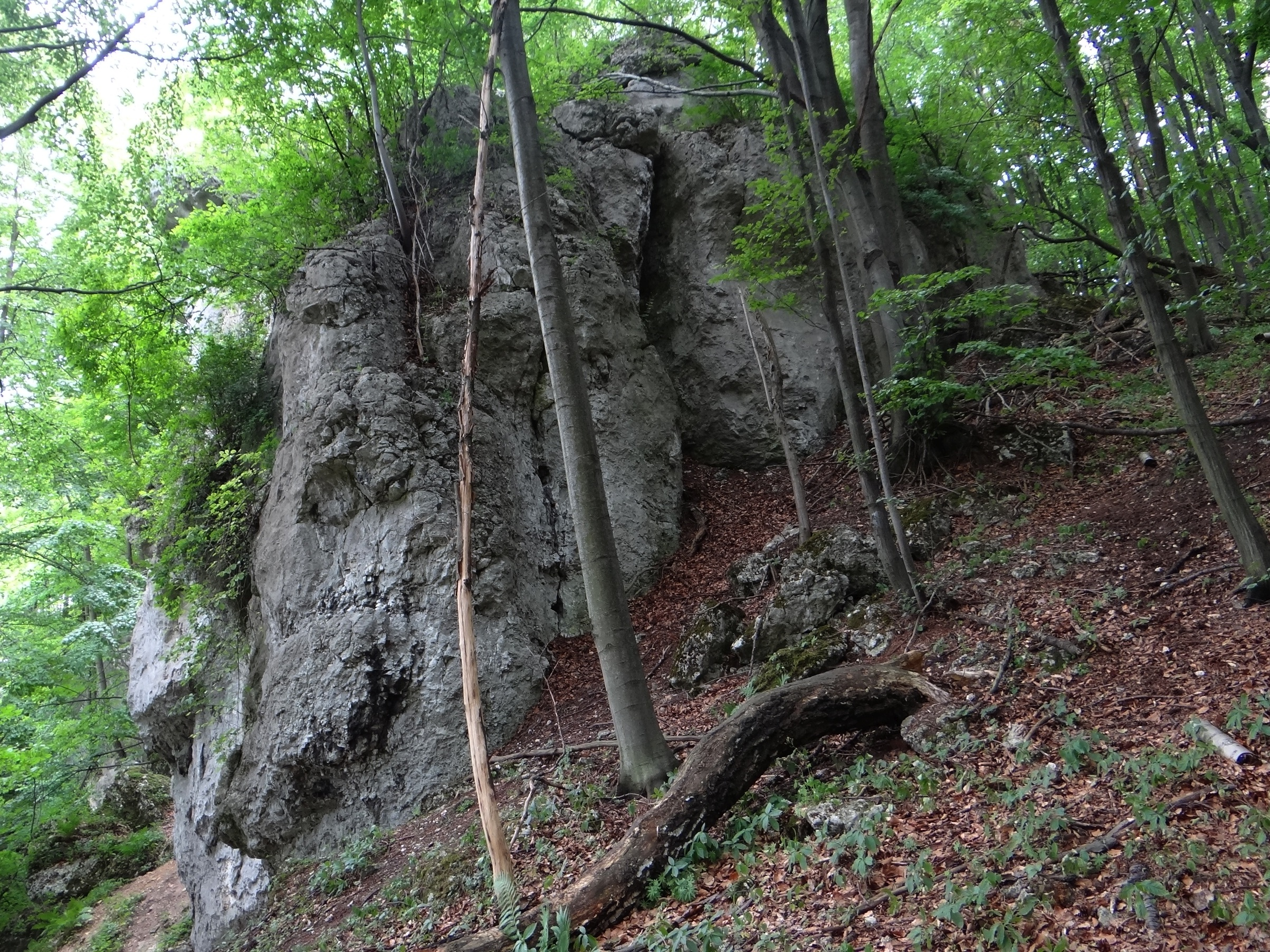

Gips VI – jedna z ośmiu skał grupy Gips na wzgórzu Łężec na Wyżynie Częstochowskiej. Skały te znajduje się na północnych stokach wschodniej części wzgórza, w obrębie miejscowości Morsko w województwie śląskim, w powiecie zawierciańskim w gminie Włodowice i zaliczane są do grupy Skał Morskich.
Skały Gipsu tworzą dość nieregularnie rozrzucony po lesie pas skał o długości około 300 m. Dopiero od 1994 roku stały się obiektem wspinaczki skalnej i rejon ten nie jest jeszcze całkowicie przez wspinaczy wyeksploatowany, nadal istnieje możliwość tworzenia nowych dróg. Skały znajdują się poza szlakami turystycznymi i są dość rzadko odwiedzane przez wspinaczy, co zapewnia wspinaczkę w ciszy oraz w cieniu. Skała Gips VI to pojedyncza skałka na zboczu. Znajduje się pomiędzy skałami Gips V i Gips VII. Zbudowana jest z twardych wapieni skalistych, ma ściany połogie lub pionowe o wysokości około 10 m. Do 2019 roku poprowadzono na niej jedną drogę wspinaczkową Mały John o trudności VI+ w skali polskiej. Ma zamontowane stałe punkty asekuracyjne w postaci trzech spitów.

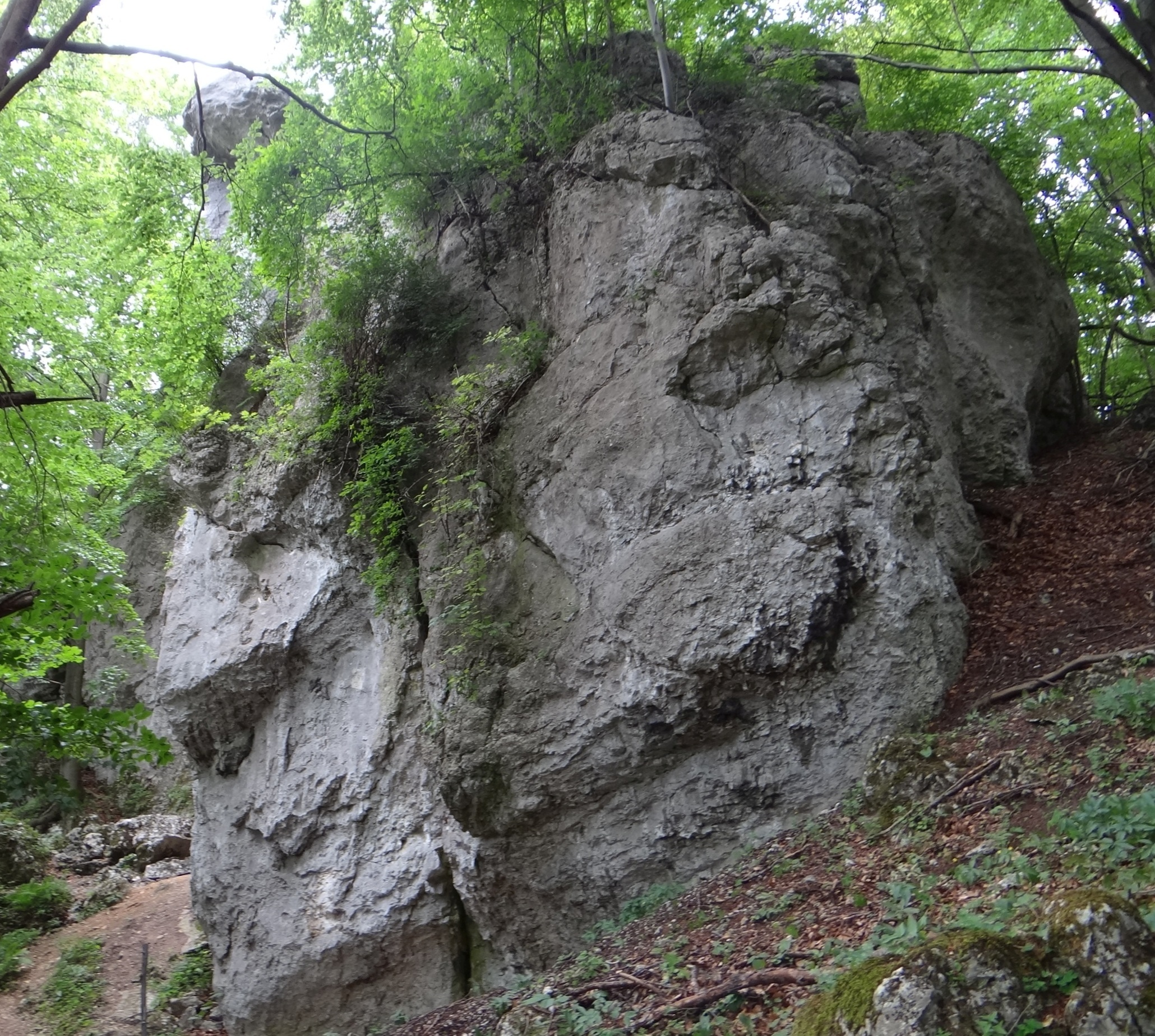